# Красавица Фанта-Гиро

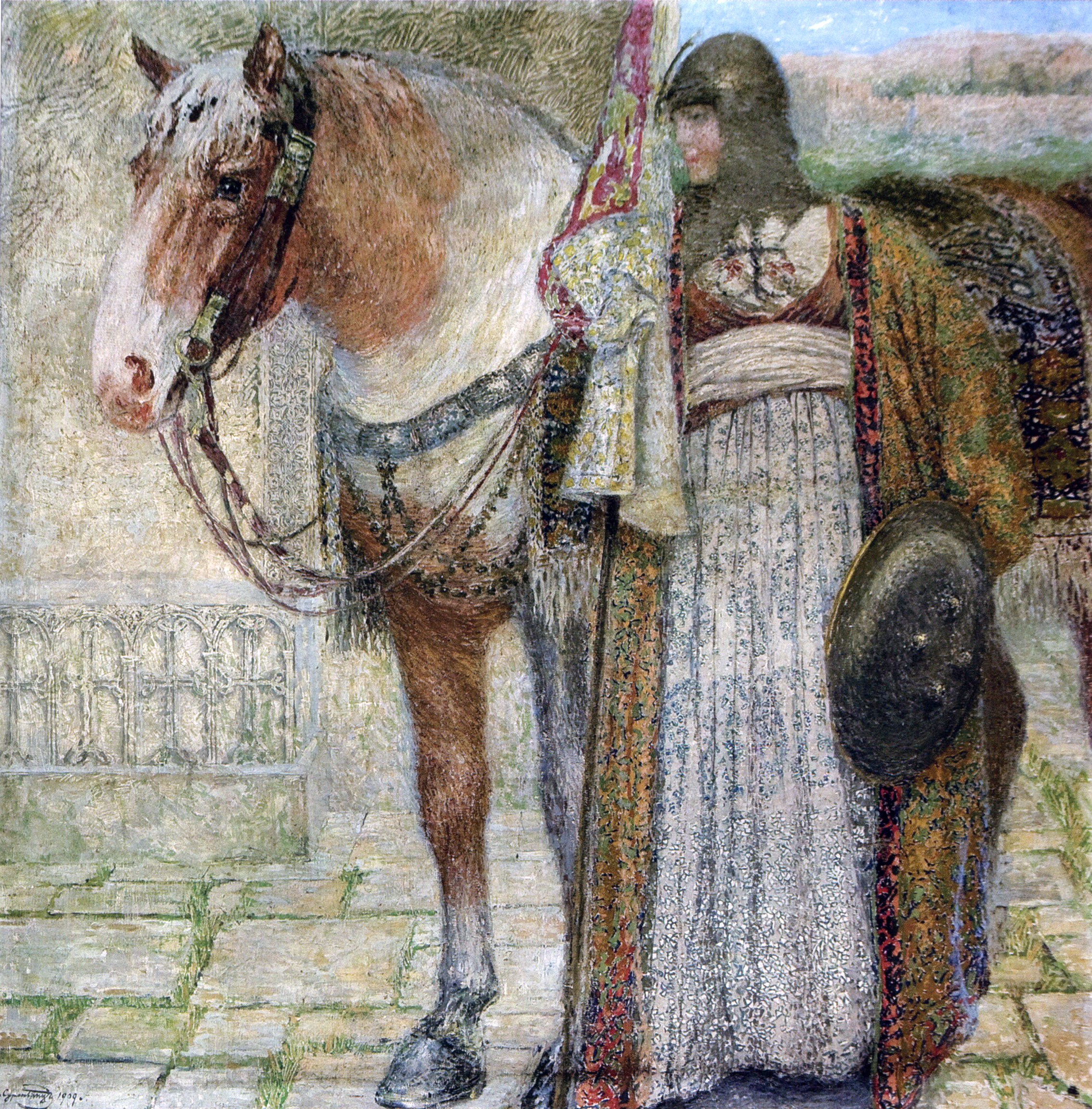
«Женщина-рыцарь» (рисунок В. А. Суренянца, 1909 г.)

«Красавица Фанта-Гиро́» (итал. Fanta-Ghirò, persona bella) — итальянская народная сказка о принцессе, которая успешно выдавала себя за рыцаря-мужчину. Записана в тосканской коммуне Монтале. В известном сборнике сказок Итало Кальвино «Fiabe Italiane» находится под номером 69.

## Сюжет
У старого короля нет сыновей, но есть три дочери — Бьянка, Ассунтина и Фанта-Гиро. В королевской же комнате стоят три трона: голубой (радостный), чёрный (печальный) и пурпурный (военный). Однажды дочери находят своего отца-короля сидящим на пурпурном троне. Печальный король говорит им, что началась война, но некому доверить командование войском, потому что у него нет сына. И тогда три его дочери просятся по очереди в главнокомандующие. Но король ставит им условие с испытанием: если кто-то из них проявит в рассуждениях свою женскую природу ума, то отстраняется от военной кампании. Успешно испытание проходит лишь младшая дочь — Фанта-Гиро.
Переодевшись в мужские воинские доспехи, Фанта-Гиро, для начала, путём переговоров с неприятелем, пытается выяснить, из-за чего начался конфликт. Командующим и, одновременно, королём неприятеля, оказывается красивый юноша, который подозревает, что генерал Фанта-Гиро — переодетая девушка, и делится своими сомнениями со своей матерью. Мать, мудрая женщина, предлагает испытать «генерала»: сначала Фанта-Гиро проводят через оружейную палату, но она восхищается развешанным по стенам оружием, что не свойственно девице. Затем «генерала» отводят в цветочный сад, зная о женской слабости к красивым розам, но Фанта-Гиро себя не выдаёт. Новой безуспешной попыткой разоблачить Фанта-Гиро становится нарезка хлеба: мужчина режет хлеб на весу, а женщина обычно прижимает к груди. Тогда он сам решил испытать ее. Сказал что у него есть невеста и он хотел бы их познакомить. Потом король проводил генерала в отведенные ему покои. Когда же часа через два он пришел снова, генерала и след простыл. 
Тут же он бросился вслед за девушкой в соседнее королевство, с которым заключил мир. А разыгравшей его Фанта-Гиро делает предложение стать его женой. Старый король с радостью благословил их брак. Так прекрасная Фанта-Гиро стала королевой двух государств.

## Культурное влияние
- Сказка о Фанта-Гиро была положена в основание итальянского художественного телесериала «Пещера золотой розы» (итал. Fantaghirò), по мотивам которого, в свою очередь, был создан испанский мультсериал «Принцесса Фантагира» (исп. Fantaghirò).
- Образ Фантагиро, благодаря телесериалу, является объектом косплея в некоторых странах (Франция, Германия).[1][2]
- Сказка про Фанта-Гиро, отличающаяся от оригинальной, рассказывается одним из персонажей в любовном романе «За первого встречного?» Натали де Рамон (псевдоним Людмилы Ивановны Кайсаровой).[3]